# Xã Redpath, Quận Traverse, Minnesota
Xã Redpath (tiếng Anh: Redpath Township) là một xã thuộc quận Traverse, tiểu bang Minnesota, Hoa Kỳ. Năm 2010, dân số của xã này là 48 người.